# Иванчићи (Јастребарско)
Иванчићи су насељено место у саставу града Јастребарског у Загребачкој жупанији, Хрватска. До територијалне реорганизације у Хрватској налазили су се у саставу бивше велике општине Јастребарско.

## Становништво
На попису становништва 2011. године, Иванчићи су имали 198 становника.

## Попис1991.
На попису становништва 1991. године, насељено место Иванчићи је имало 287 становника, следећег националног састава:
| Попис 1991.‍  | Попис 1991.‍  | Попис 1991.‍ | Попис 1991.‍ | Попис 1991.‍ |
| ------------ | ------------ | ----------- | ----------- | ----------- |
|              |              |             |             |             |
| Хрвати       | Хрвати       |             | 285         | 99,30%      |
| неопредељени | неопредељени |             | 2           | 0,69%       |
| укупно: 287  |              |             |             |             |